# Colònies de Rússia

L'Imperi Rus durant l'època de la seva màxima extensió entre els anys 1800 i 1866. En verd fosc, els territoris incorporats; en verd clar, les zones d'influència i les colònies d'ultramar

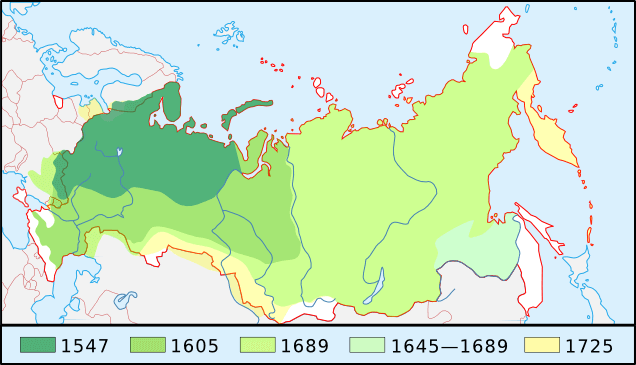
1547 - 1725 extensió

Les colònies de Rússia foren tots aquells territoris que, tot i pertànyer a l'imperi Rus, estaven separats físicament de les seves fronteres o, fins i tot, de la massa continental eurasiàtica. Al llarg de la seva història Rússia fou una potència que s'expandí majoritàriament continentalment. No obstant això, a finals del segle xviii inicià una certa expansió ultramarina. Exceptuant el cas d'Alaska, la majoria foren de poca importància a causa de l'allunyament respecte a la metròpoli.

## Colònies russes d'ultramar

### Amèrica
- Alaska. Oficialment russa des del 1784, fou administrada per la Companyia Russo-Americana. Amb el temps el govern imperial es desentengué d'aquesta colònia i finalment el 1867 fou venuda als Estats Units.

- Fort Ross. Situat a la costa de Califòrnia, aquest fortí estigué en mans russes des del 1812 fins al 1848. La creació d'aquesta colònia estava relacionada, igual que Alaska, amb la caça de foques i altres animals per extreure'n matèries primeres.

### Àsia
- Lüshunkou. Aquesta ciutat xinesa (coneguda abans amb el nom de Port Arthur) estigué sota control rus en règim de concessió des del 1898 fins al final de la Guerra russo-japonesa (1904-1905).

### Àfrica
- Somàlia Russa. El 1889 una petita expedició russa va arribar a les costes de l'actual Djibouti. Els colons russos van establir contacte amb l'emperador abissini Joan IV, que veié la presència russa com una ajuda per al seu conflicte amb els italians. Finalment, la colònia no prosperà a causa del rebuig francès a l'establiment d'una altra potència en el seu territori d'influència.

### Oceania
- Kauai (Hawaii). El 1816, russos provinents d'Alaska van edificar tres fortins en aquesta illa, però a causa de l'oposició tant indígena com metropolitana, abandonaren el projecte de colonització l'any següent.

### Europa
- Illes Jòniques. Aquest arxipèlag grec fou un protectorat rus entre 1800 i 1807. La raó de la presència russa a la Mediterrània era deguda a la guerra que l'Imperi Rus mantenia amb la França Napoleónica.

- Cattaro. El 1806 una flota russa va ocupar aquesta ciutat montenegrina que formava part dels dominis francesos napoleónics. Els montenegrins veieren als russos com a aliats a causa de la seva fe ortodoxa comuna i els van rebre cordialment, però un any després, a conseqüència del Tractat de Tilsit, la ciutat va tornar a caure sota el domini francès.